# NASA AD-1

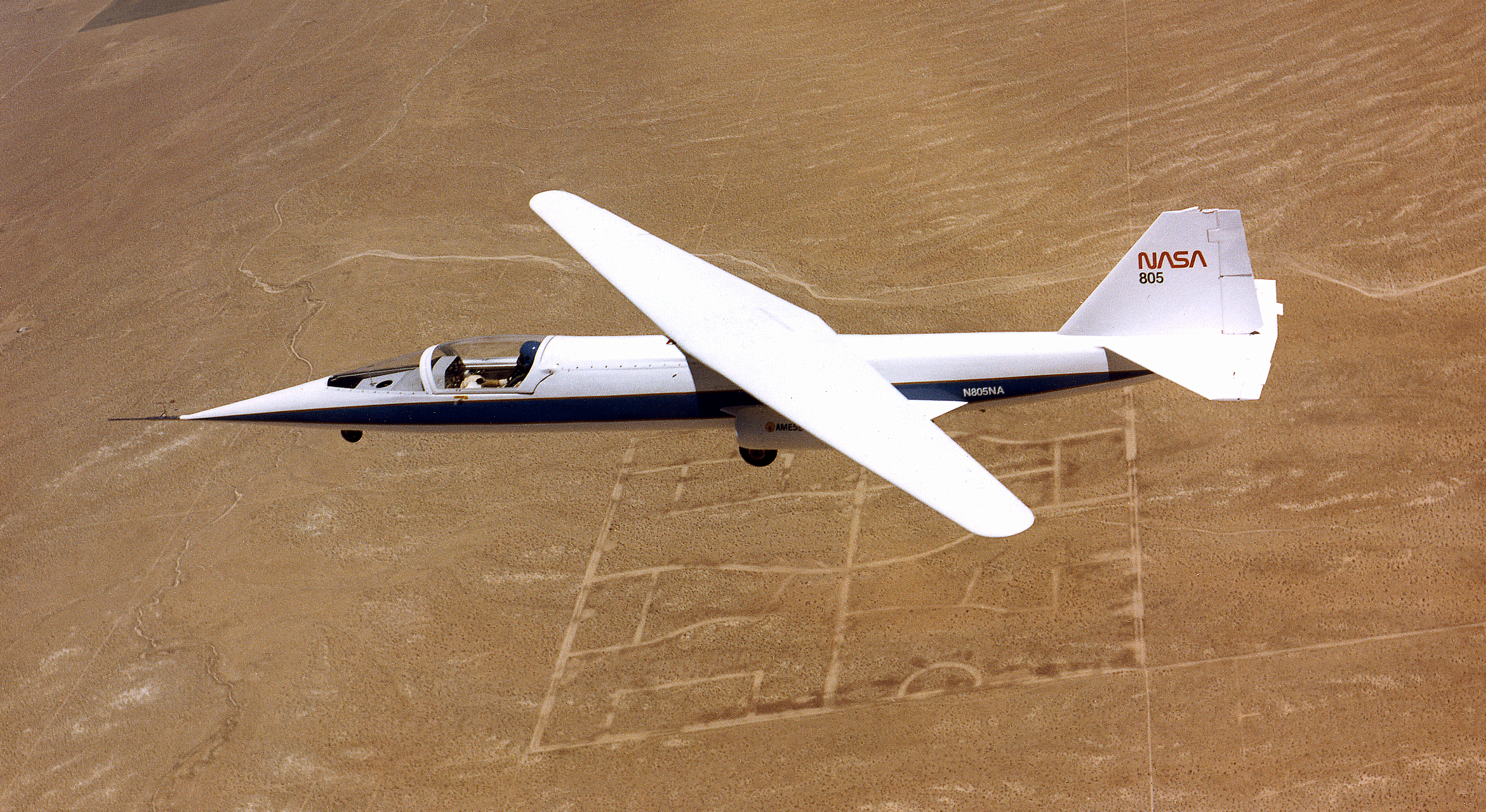
Ala oblicua.

El NASA AD-1 es la designación que recibió un programa de la NASA de vuelos de prueba cuyo objetivo era estudiar el diseño de un ala capaz de pivotar entre 0 y 60 grados durante el vuelo, También es el nombre del avión que se utilizó en dichas pruebas de vuelo, El avión voló 79 veces durante el programa de investigación, en el que se obtuvieron datos sobre los conceptos básicos del ala oblicua, así como su desempeño a diferentes velocidades y ángulos, El programa aeronáutico se desarrolló entre los años 1979 y 1982 en el Centro Dryden de Investación de Vuelo de la NASA con sede en la base de la Fuerza Aérea Edwards, en California.

## Antecedentes del proyecto
El ejemplo más antiguo que se conoce de esta tecnología está en varios proyectos alemanes que datan de 1944, a saber los proyectos Blohm & Voss y el Messerschmitt Me P.1009-01, según una patente de Messerschmitt
Este concepto fue redescubierto más tarde por Robert T. Jones, un ingeniero aeronáutico del Centro de Investigación Ames de la NASA, ubicado en Moffett Field, California.
Estudios iniciados por Jones en Ames, así como pruebas en un túnel de viento, mostraron que una aeronave de transporte con alas oblicuas, volando a velocidades de Mach 1,4 (1,4 veces la velocidad del sonido) tendría una eficacia aerodinámico sustancialmente mejor que la misma aeronave con alas convencionales. A altas velocidades, tanto subsónicas como supersónicas, el ala podría pivotar hasta 60 grados con relación al fuselaje de la aeronave para mejorar el desempeño a alta velocidad. Los estudios mostraron que la fuerza de arrastre del avión disminuía al modificar el ángulo del ala, aumentando la velocidad y el alcance con la misma cantidad de combustible. A velocidades bajas, durante el despegue o el aterrizaje, el ala debería estar perpendicular al fuselaje, como un ala convencional, para brindar máxima sustentación y control. Conforme la aeronave ganase velocidad, el ala comenzaría a pivotar aumentando el ángulo y de este modo reduciría la fuerza de arrastre reduciendo el consumo de combustible. El ala sólo podría moverse en una dirección: con la punta derecha del ala moviéndose hacia adelante.

## La aeronave

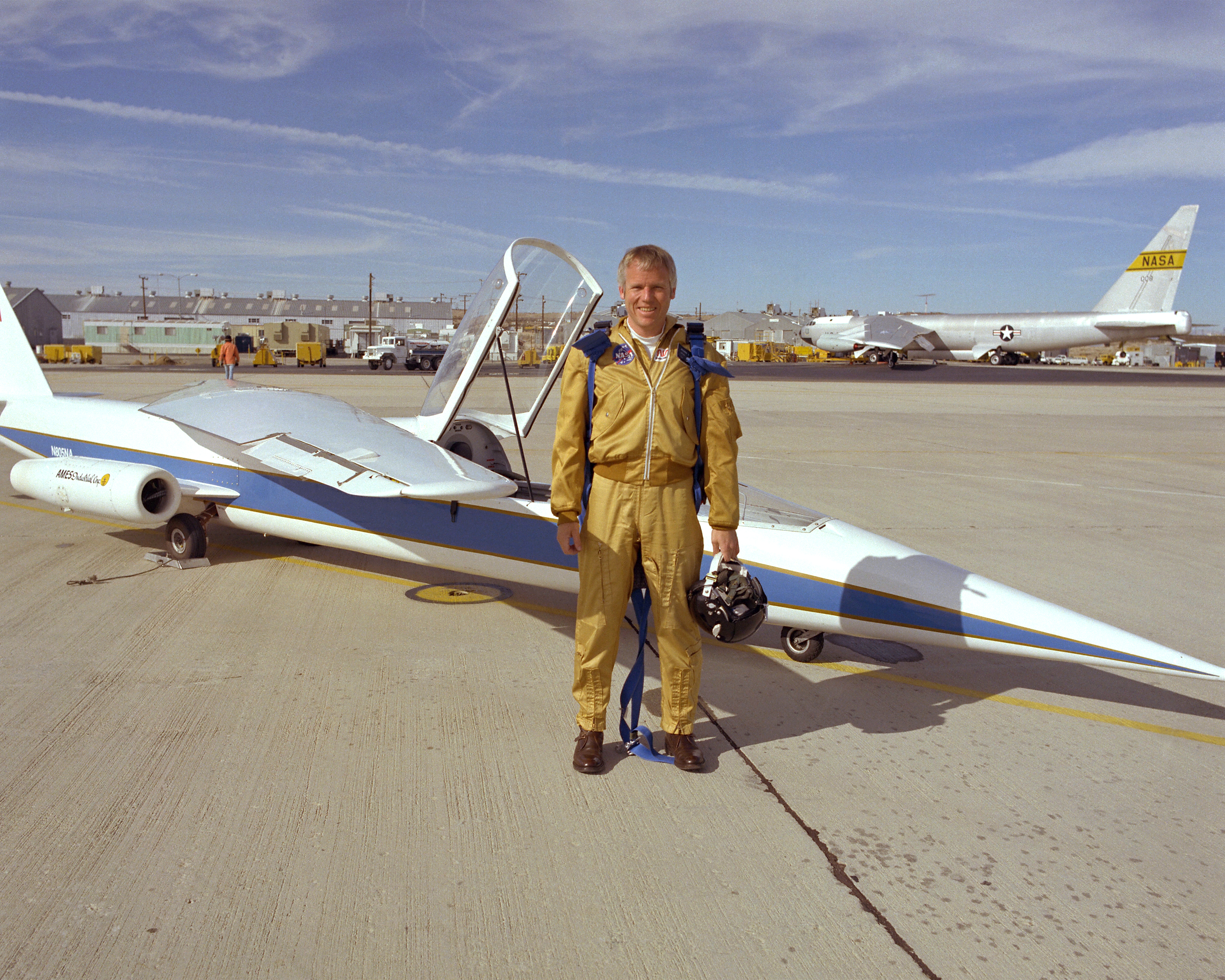
El AD-1 con el piloto Richard E. Gray.

El AD-1 fue entregado en Dryden en febrero de 1979. Fue construido por Ames Industrial Co., Bohemia, Nueva York, bajo un contrato por 240.000 dólares.
La NASA especificó el diseño general utilizando una configuración geométrica estudiada por Boeing Commercial Airplanes, Seattle, Washington. La Fábrica de Aeronaves Rutan, en Mojave, brindó el diseño detallado y el análisis de cargas de esta aeronave (conocida internamente como Modelo 35), concebida intencionadamente para bajas velocidades y con bajo costo, limitando al avión en sí y el alcance de sus objetivos técnicos.
En su primer vuelo, el 21 de diciembre de 1979, el AD-1 fue pilotado por Thomas C. McMurtry, piloto de pruebas de la NASA, que también lo pilotó en su último vuelo el 7 de agosto de 1982. Otro piloto de pruebas con gran reputación que estuvo involucrado en el proyecto fue Pete Knight.
El AD-1 volaba a 170 millas por hora (273,6 km/h), que fue la velocidad máxima establecida por razones de seguridad. Utilizaba dos reactores pequeños, modelo Microturbo TRS18-046 (básicamente los mismos motores utilizados por el BD-5J), con un empuje estático de 978,6 Newton cada uno a nivel del mar.
Con un largo de 11,8 m y una envergadura de 9,8 m , el AD-1 estaba construido con plástico reforzado con fibra de vidrio, separado de la capa exterior por un núcleo de espuma rígida, con un peso bruto de 975 kg y un peso en vacío de 660 kg.
Estaba equipado con un tren de aterrizaje fijo de tres llantas que estaba montado cerca del fuselaje para disminuir la fuerza de arrastre del avión, con la desventaja de que esto le daba una apariencia de estar arrodillado cuando estaba en tierra con tan solo 2,061 m de altura.

## Investigación

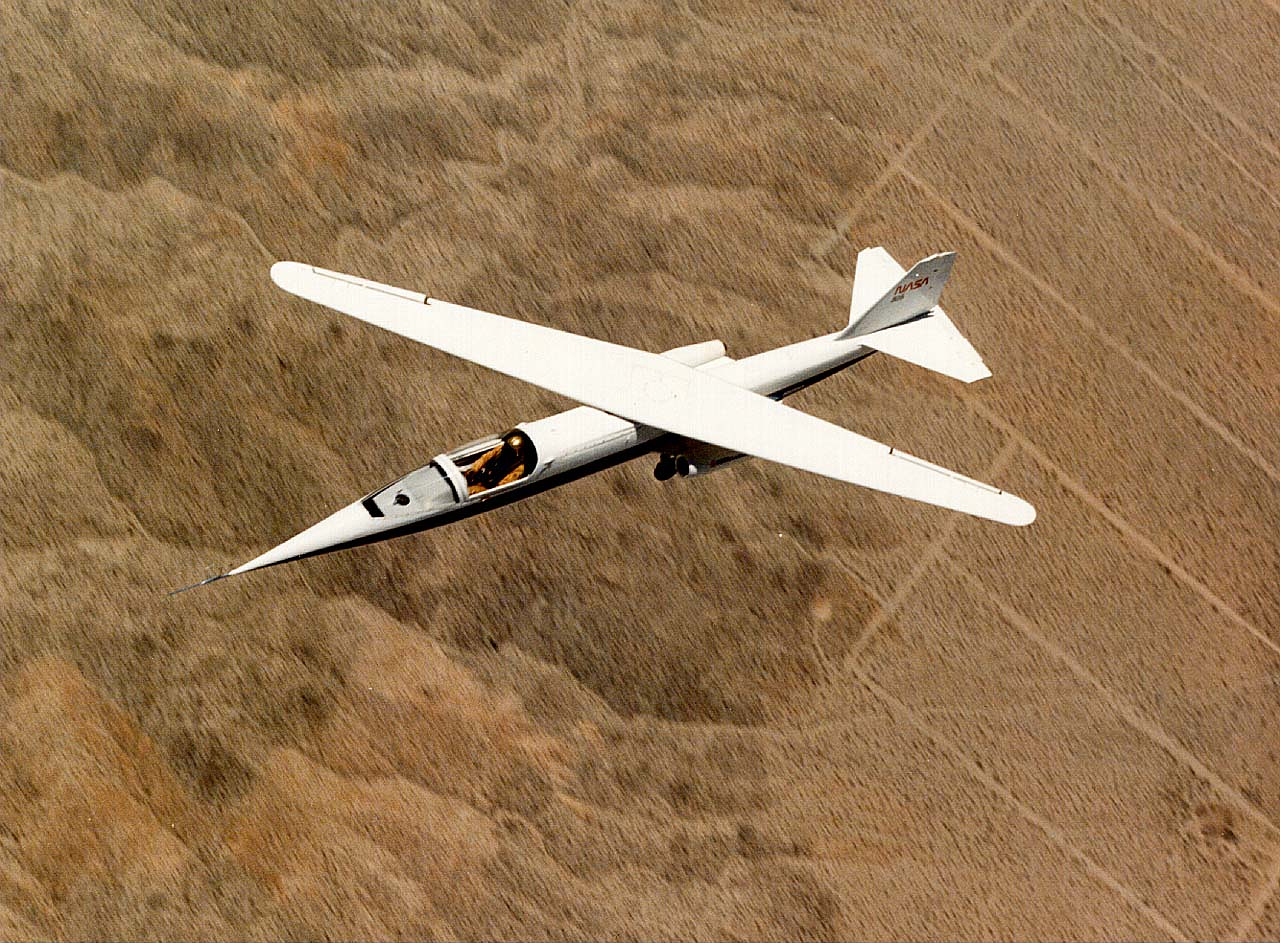
Vista desde arriba.

El propósito básico del proyecto AD-1 fue el de investigar el comportamiento y las características de una configuración de ala oblicua y, al igual que cualquier otro proyecto de alto riesgo de la NASA, fue sumamente metódico y cauteloso al momento de pasar cada una de las etapas requeridas.
El primer vuelo del AD-1 se realizó a finales de 1979. El ala se fue moviendo incrementalmente en los siguientes 18 meses, hasta que a mediados de 1981 se alcanzaron los 60° de rotación del ala. El avión continuó volando durante otro año obteniendo datos a diferentes velocidades y diferentes ángulos de rotación del ala hasta su último vuelo en agosto de 1982.
El último vuelo del AD-1 no ocurrió en Dryden, sino en la exhibición anual de la Asociación de Aeronaves Experimentales, llevada a cabo en 1982 en la ciudad de Oshkosh (Wisconsin), donde voló ocho veces para mostrar su configuración única.
Siguiendo los resultados de las pruebas de vuelo, Jones todavía consideraba que el ala oblicua era un concepto viable para los grandes aviones de transporte transoceánicos o transcontinentales. Sin embargo, este vehículo de prueba de bajo costo y baja velocidad mostró efectos aeroelásticos así como problemas de cabeceo y equilibrio que contribuían a las pobres cualidades de control y manejo con ángulos por encima de los 45°. La estructura de fibra de vidrio limitaba la rigidez del ala, lo que hubiera mejorado el control del avión, lo mismo que un sistema de control mejorado (y por lo tanto más caro) hubiera logrado.

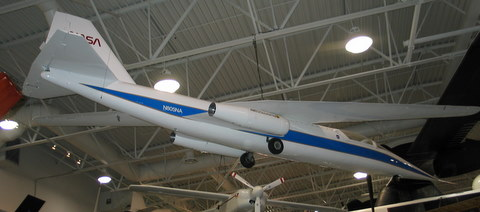
NASA AD-1 en el Hiller Aviation Museum.

A pesar de que la estructura del AD-1 permitió el cumplimiento de los objetivos técnicos, todavía existía la necesidad de un aeroplano de ala oblicua para investigación a velocidades transónicas para establecer los efectos de compresibilidad, evaluar una estructura más representativa y analizar la eficiencia del vuelo a velocidades transónicas (velocidades a ambos lados de la velocidad del sonido).
El AD-1 fue retirado al finalizar el programa de pruebas y se encuentra en exhibición el Museo de Aviación Hiller en San Carlos (California).